# Cynolebias
Cynolebias – rodzaj ryb karpieńcokształtnych z rodziny strumieniakowatych (Rivulidae).

## Klasyfikacja
Gatunki zaliczane do tego rodzaju:
- Cynolebias albipunctatus
- Cynolebias altus
- Cynolebias attenuatus
- Cynolebias gibbus
- Cynolebias gilbertoi
- Cynolebias griseus
- Cynolebias itapicuruensis
- Cynolebias leptocephalus
- Cynolebias microphthalmus
- Cynolebias paraguassuensis
- Cynolebias parnaibensis
- Cynolebias perforatus
- Cynolebias porosus
- Cynolebias vazabarrisensis